# Patagonientangara
Patagonientangara (Sicalis lebruni) är en fågel i familjen tangaror inom ordningen tättingar.

## Utseende
Patagonientangaran är en liten finkliknande tangara. Båda könen är relativt färglösa. Hanen har inslag av gult, tydligast på strupen, medan honan kan ha en viss gul anstrykning på buken. 

## Utbredning och systematik
Fågeln förekommer på öppna slätter i södra Chile och södra Argentina. Den behandlas som monotypisk, det vill säga att den inte delas in i några underarter.

### Familjetillhörighet
Liksom andra finkliknande tangaror placerades denna art tidigare i familjen Emberizidae. Genetiska studier visar dock att den är en del av tangarorna.

## Levnadssätt
Patagonientangaran förekommer lokalt på stäpp och i gräsmarker, ofta nära steniga områden och låga jordbanker eller branter. Den ses i par eller i flockar, födosökande på marken.

## Status
Arten har ett stort utbredningsområde och beståndet anses vara stabilt. Internationella naturvårdsunionen IUCN listar den därför som livskraftig (LC).

## Namn
Fågelns vetenskapliga artnamn hedrar Édouard A. Lebrun (1852-1904), fransk taxidermist och samlare av specimen i Argentina 1882.